# آرگومان کمکی
آرگومان کمکی (به آلمانی: Stützstelle) مبحثی در محاسبات عددی است. با این روش آرگومان‌های یک تابع، که برای محاسبات بعدی مورد نیاز هستند مشخص می‌شوند. این اصطلاح در درون‌یابی یا انتگرال عددی به کار می‌رود. مقدار تابع در آرگومان مورد نظر، مقدار کمکی نامیده می‌شود. زوج مرتب آرگومان و مقدار کمکی را نقطه کمی می‌نامند.

## مثال
مثلاً می‌خواهیم {\displaystyle f(x)=x^{2}} میان این سه نقطه جای دهیم:‎ A(0/0)، B(1/1)، C(2/4)‎. در نتیجهٔ آن ما سه آرگومان کمکی داریم.
{\displaystyle x_{0}=0}، {\displaystyle x_{1}=1}، {\displaystyle x_{2}=2} و مقدارهای تابع برای این آرگومان‌ها:
{\displaystyle f(0)=0}
{\displaystyle f(1)=1}
{\displaystyle f(2)=4}
و در پایان نقاط کمکی {\displaystyle (0,0)}، {\displaystyle (1,1)} و {\displaystyle (2,4)} می‌باشند.